# Medal Zasługi Sportowej
Medal Zasługi Sportowej Węgierskiej Republiki Ludowej a w latach 1947–1949 Medal Zasługi Sportowej Republiki Węgierskiej (węg. Magyar Népköztársasági Sportérdemérem wcześniej Magyar Köztársasági Sportérdemérem) – odznaczenie cywilne Republiki Węgierskiej i WRL nadawane w latach 1947–1989 za wybitne zasługi w dziedzinie sportu i wychowania fizycznego.
Podzielony był na trzy stopnie (fokozata): złoty (arany), srebrny (ezüst) i brązowy (bronz).
Odznaka miała kształt czerwonej gwiazdy wpisanej w wieniec laurowy w kształcie okręgu, z dodatkowym węgierskim sztandarem na środku gwiazdy.
Wstążka była początkowo czerwona z białym paskiem wzdłuż środka, na którym umieszczono dodatkowy pasek w węgierskich kolorach narodowych. Od 1949 wstążka miała kolor czerwono-niebieski.